# Várzea Nova
Várzea Nova is een gemeente in de Braziliaanse deelstaat Bahia. De gemeente telt 14.365 inwoners (schatting 2009).

## Aangrenzende gemeenten
De gemeente grenst aan Jacobina, Miguel Calmon, Morro do Chapéu en Ourolândia.